# Tonnerre (L9014)
El Tonnerre (L9014) es un buque de asalto anfibio de la clase Mistral, que presta servicio en la Marine Nationale (marina de guerra de Francia) desde 2007.

## Construcción y entrada en servicio
Este buque fue construido por DCN (luego DCNS) junto al Mistral (líder de la clase). La obra inició con la colocación de quilla en 2003. Fue botado el casco en 2005 y el buque terminado fue entregado a la Marine Nationale en 2007. Como segunda unidad de la clase Mistral, cumplió en sustituir al Ouragan y Orage en la marina de guerra francesa.